# Smart Akraka
Smart Ekiyegha-Akraka (ur. 13 kwietnia 1934 w Lagos, zm. 8 czerwca 2016) – nigeryjski lekkoatleta, olimpijczyk oraz uczestnik Igrzysk Wspólnoty Narodów.

## Życie prywatne
Smart Akraka urodził się 13 kwietnia 1934 roku w mieście Lagos. Swoją przyszłą żonę Ingrid (która z pochodzenia jest Szwedką), poznał podczas pobytu w Anglii. Z tego związku urodziło się dwoje bliźniaków: Maria (olimpijka, która później przyjęła obywatelstwo szwedzkie) i Michael (urodzeni w 1966 roku). Trzy lata później, rodzina przeniosła się do Szwecji, kraju, z którego pochodziła Ingrid. Później para rozeszła się, a Smart powrócił do Nigerii.
Akraka był teściem szwedzkiego lekkoatlety Torda Henrikssona, który reprezentował swój kraj na Igrzyskach Olimpijskich w Barcelonie.

## Występy na igrzyskach Wspólnoty Narodów
Akraka wystąpił na Igrzyskach Imperium Brytyjskiego i Wspólnoty Brytyjskiej 1958. Startował w trzech konkurencjach biegowych na dystansach: 100, 220 jardów, oraz w sztafecie 4 × 110 jardów. W tej ostatniej  wywalczył srebrny medal.

### Szczegółowe wyniki
W poniższej tabelce przedstawiono wyniki (czasy) uzyskane przez Akrakę na Igrzyskach w Cardiff.
| Lp. | Dystans       | Faza                           | Wynik (s) |
| --- | ------------- | ------------------------------ | --------- |
| 1   | 100 jardów    | (drugi) bieg ćwierćfinałowy    | 9,8       |
| 2   | 220 jardów    | (pierwszy) bieg ćwierćfinałowy | 22,0      |
| 3   | 4 ×110 jardów | finał                          | 41,0      |

## Występy na igrzyskach olimpijskich
Akraka startował jedynie na Igrzyskach Olimpijskich w Rzymie w 1960 roku. Podczas tych igrzysk reprezentował swój kraj w jednej konkurencji – sztafecie 4 × 100 metrów. Startując w drugim wyścigu eliminacyjnym, sztafeta nigeryjska uzyskała czas 40,25, przegrywając jedynie ze sztafetą włoską, a tym samym Nigeryjczycy awansowali do półfinału. Sztafeta ta wystartowała w pierwszym biegu półfinałowym. Nigeryjczycy uzyskali czas 40,33 i zajęli (premiowane awansem do finału), drugie miejsce, ustępując jedynie sztafecie niemieckiej. Jednak nieco później, sztafeta nigeryjska została zdyskwalifikowana, przez co następna drużyna Wielkiej Brytanii (która pierwotnie zajęła 4. miejsce) awansowała do finału.

## Rekordy życiowe
| Lp. | Dystans    | Wynik | Data |
| --- | ---------- | ----- | ---- |
| 1   | 100 metrów | 10,4  | 1961 |